# Christina Aguilera
Christina María Aguilera (født 18. december 1980) er en amerikansk pop-sangerinde og sangskriver. Hun debuterede i underholdningsindustrien i en relativt tidlig alder, efter hun havde indsunget titelnummeret til filmen Mulan. Hun opnåede stor anerkendelse fra anmelderne såvel som høje salgstal med sit debutalbum, Christina Aguilera (1999), hvoraf fire numre blev hitsingler. Desuden bidrog albummet til, at hun vandt en Grammy Award – noget der også blev hjulpet på vej af et latino pop-album, et album med julesange, udgivet i samme periode samt hendes medvirken på soundtracket til filmen Moulin Rouge!.
Hendes andet studiealbum, Stripped (2002), hvor hun i højere grad havde indflydelse på den kunstneriske proces, fortsatte tendensen og solgte godt, mens pladen ifølge anmeldelserne dog ikke levede op til debuten. Desuden blev hun kritiseret for sit image, som mange opfattede som voldsomt seksuelt betonet. Hendes tredje studiealbum, Back to Basics, blev udgivet i august 2006. På dette har hun stræbt efter at vende tilbage til sine oprindelige inspirationskilder inden for soul, jazz og blues. Albummet blev modtaget med høje salgstal og positive anmeldelser.
Aguileras stemme har ofte fået opmærksomhed. Den amerikanske avis, The New York Times har beskrevet hendes stemmeleje som "bemærkelsesværdigt". I MTV-programmet, All Eyes on Christina fortælles, at Aguilera kan nå fire oktaver: Aguilera har en evne til at ramme toner, som ligger i randregisteret (som der skrives i en anmeldelse af hendes sang Soar fra albummet Stripped i en artikel i Entertainment Weekly, når hun disse høje toner 3 minutter og 20 sekunder inde i sangen). I 2003 blev hun endvidere placeret som nummer fem (tre for kvinder) på MTVs 22 Greatest Voices in Music foruden, at Cove Magazine har placeret hende som nummer ét på sin "100 Greatest Pop Vocalists", hvor hendes stemme modtog "50/50".

## Karriere

### Opvækst og grundsten til karriere
Aguilera blev født på Staten Island, New York som datter af Fausto Wagner Xavier Aguilera og Shelly Fidler. Faderen – der var sergent i den amerikanske hær – blev født i Guayaquil, Ecuador, mens moderen var af tysk, fransk, engelsk, irsk og hollandsk afstamning. De mødte hinanden, da Fausto tjente på Earnest Harmon Air Force Base i Stephenville, Newfoundland og Labrador. De var begge mormoner og giftede sig, da hun var 20 år gammel, mens han var næsten 32. Familien – som også bestod af Aguileras yngre søster, Rachel – holdt sammen indtil Aguilera var 6-7 år, hvor forældrene blev skilt, og moderen tog børnene med til bedstemoderens hjem i Rochester, Pennsylvania – en arbejderforstad til Pittsburgh. Ifølge Aguilera og Fidler var hendes far meget dominerende og fysisk og psykisk grov. Siden da har Fidler giftet sig med en ambulancefører ved navn Jim Kearns og har ændret sit navn til Shelly Kearns.
Aguileras bedstemor var den første, som anerkendte hendes sangevner. Aguilera havde siden hun var lille, ønsket sig at blive sangerinde, og gennem opvæksten havde hun idoler som Billie Holiday, Ella Fitzgerald, Etta James, Judy Garland, Lena Horne, Barbra Streisand, Otis Redding, Madonna, Marvin Gaye, Gladys Knight, Patti LaBelle, Donna Summer, Minnie Riperton, Bessie Smith, Whitney Houston, Stevie Wonder og Aretha Franklin. Som barn optrådte hun i – og vandt – flere talentkonkurrencer, og Aguilera blev snart kendt i medierne som "den lille pige med den store stemme". Ifølge VH1s dokumentar, Driven var denne betegnelse dog ikke kun positiv: Når de øvrige deltagere hørte, at de skulle op imod hende, trak de sig med det samme, hvilket tilskyndede nogle til at sige, at det var "som at sende et lam til slagteren." Hendes jævnaldrende blev snart jaloux, og de gjorde ofte nar af hende og udelukkede og overfaldt hende i en gymnastiktime. Der blev også flere gange begået hærværk mod hendes hjem, hvor der blandt andet blev skåret i dækkene på familiens bil. Til sidst flyttede familien til et andet område og valgte efter Aguileras ønske at holde lav profil omkring hendes talent.
Den 15. marts, 1990 medvirkede hun på Star Search, hvor hun sang Etta James' A Sunday Kind of Love, men vandt dog ikke. Kort efter vendte hun hjem og medvirkede på Pittsburghs KDKA-TVs Wake Up with Larry Richert, hvor hun optrådte med den samme sang. Folk bemærkede her, at den 10-årige pige "lød som en på 20".
Under sin opvækst i Pittsburgh sang Aguilera "The Star-Spangled Banner" før Pittsburgh Penguins hockeykampe samt Pittsburgh Steelers fodboldkampe og Pittsburgh Pirates baseballkampe. Hendes første store rolle i underholdningsbranchen kom i 1993, da hun deltog i Disney Channels The New Mickey Mouse Club. Blandt hendes med-stjerner var Britney Spears, Justin Timberlake, JC Chasez, Rhona Bennett (som senere blev medlem af En Vogue), Ryan Gosling og Keri Russell. Ifølge dokumentaren, Driven kaldte Aguileras med-stjerner fra Mickey Mouse Club hende for "Divaen". En af hendes mest bemærkelsesværdige optrædener var med Whitney Houstons I Have Nothing. Aguilera skulle i øvrigt konstant have skændtes med Spears om Timberlake. Hun har dog fortalt, at de to har joket om disse påståede episoder, hvilket antyder, at påstandene ikke er sande. Da showet sluttede i 1994, begyndte Aguilera at indspille demobånd i håb om at få en kontrakt med et pladeselskab.

### 1998–2001: Begyndelsen inden for popmusik
I 1998 sang Aguilera det høje "E" (det andet "E" over det midterste "C") på en coverversion af Whitney Houstons Run to You, som hun indspillede med en gammel båndoptager på sit badeværelse. På baggrund af dette – som i musikbranchen betragtes som noget særligt – blev hun udvalgt til at indspille sangen Reflection til Disneys tegnefilm, Mulan (1998). Indspilningen af Reflection førte til, at Aguilera samme uge fik en kontrakt med RCA Records. Sangen gik ind på top 20 på The Hot Adult Contemporary Tracks chart og blev desuden nomineret til en Golden Globe for bedste sang i 1998.
Aguileras eponyme debutalbum Christina Aguilera blev udgivet i USA i august 1999. Det gik til tops på Billboard 200 og canadiske albumlister og solgte over 8 millioner kopier alene i USA.  Genie in a Bottle, What a Girl Wants og Come on Over Baby (All I Want Is You) kom ind i toppen af Billboard Hot 100 i 1999 og 2000, mens I Turn to You nåede top fem. Aguilera vandt en Grammy Award i kategorien "Best New Artist" ved Grammy Awards 2000 og blev også nomineret til "Best Female Pop Vocal Performance" for Genie in a Bottle. Ifølge albummets sangskrivere, som medvirkede i dokumentaren Driven, ønskede Aguilera at vise kraften og dristigheden i sin stemme under reklamefremstødet for albummet, hvorfor hun både optrådte akustisk og medvirkede ved tv-shows, kun akkompagneret af klaver. Hun sluttede året med en optræden på MTV's 2 Large New Year's Special, hvilket gjorde hende til MTVs første kunstner i det nye årtusinde.
Senere i 2000 fremhævede Aguilera sin Latino-afstamning, og fulgte den tids Latin pop-trend, ved at udgive sit første spanske album, Mi Reflejo. Dette indeholdt spanske versioner af sange fra hendes engelske debut såvel som nye spanske numre. Det nåede ind på top 30 på Billboard 200 og blev nummer ét på Latin albumlisterne, foruden at det i 2001 indbragte Aguilera en Latin Grammy Award for "Best Female Pop Vocal Album". Singlen Falsas Esperanzas fra albummet nåede top 40 i Argentina. Ricky Martin bad hende om at medvirke i en duet med ham selv på nummeret Nobody Wants to Be Lonely fra hans eget album Sound Loaded; da dén blev udgivet i 2001 som albummets anden single, nåede den op på top 5 i Storbritannien og Tyskland, top 20 i USA og top 40 i Canada, Schweiz og Australien. I midten af 2000 varmede Christina Aguilera op for ingen ringere end TLC på deres Amerikanske turné i 1½ måned.
I 2001 blev Aguilera, rapperen Lil' Kim samt sangerinderne Mya og P!nk (Pink) valgt til at lave en nyindspilning af Patti LaBelles single, Lady Marmalade fra 1975 til soundtracket til filmen Moulin Rouge!. Lady Marmalade lå nummer ét på Hot 100 i USA i fem uger og blev også nummer ét i 11 andre lande. Desuden indbragte den de fire kunstnere en Grammy Award i 2001 for "Best Pop Collaboration with Vocals".
Samme år kunne man finde en single kaldet Just Be Free – en af de demoer Aguilera optog, da hun var ca. 15 år gammel – på hylderne i flere butikker. Da RCA Records opdagede singlen, anbefalede de officielt fans ikke at købe den og fik de tyske myndigheder til at trække den tilbage. Få måneder senere udgav Warlock Records et album med titlen Just Be Free, som indeholdt demonumrene. Aguilera sagsøgte derpå Warlock og albummets producere for kontraktbrud og unfair konkurrence i et forsøg på at stoppe udgivelsen. Parterne blev dog i stedet enige om en løsning, som førte til udgivelsen af albummet. Aguilera tillod brugen af sit navn, sin lyd og sit billede for et ikke nærmere angivet kontant beløb i erstatning – mange af sagsanlæggets detaljer er stadig fortrolige. Da albummet blev udgivet i august 2001, havde det et fotografi af Aguilera som 15-årig.
Selvom Aguileras debutalbum blev godt modtaget, var hun alligevel ikke tilfreds med den musik og det image, som hendes managere havde skabt til hende. På dette tidspunkt blev Aguileras musik markedsført som dét, man med et nedladende udtryk kan kalde for tyggegummipop  blandt andet på grund af dens popularitet og finansielle muligheder. Hun udtalte dog offentligt, at hun havde planer om, at det næste album skulle have meget mere dybde, både musikalsk og tekstmæssigt.
I oktober 2000 sagsøgte  Aguilera sin manager, Kurtz, for upassende og overdreven indflydelse på hendes professionelle aktiviteter, såvel som for bedrageri. Ifølge retslige dokumenter beskyttede Kurtz ikke hendes rettigheder og interesser, men handlede i stedet efter sine egne på bekostning af hendes. Søgsmålet blev rejst efter, at Aguilera opdagede, at Kurtz brugte mere af hendes provision,  end det var ham tilladt, og at han desuden havde betalt andre managere for at hjælpe sig. Hun ansøgte også California State Labor Commission  for at få dem til at annullere sin kontrakt. Efter at samarbejdet med Kurtz var blevet afbrudt, blev Irving Azoff hyret som hendes nye manager. Udskiftningen af manageren betød en ændring af, hvordan Aguilera blev markedsført og af planerne for hendes fremtidige musik. Kurtz sagsøgte dog senere samme måned Aguilera for kontraktbrud og påstod, at sangerinden havde brudt den selvsamme aftale, som hun havde sagsøgt ham for at bryde. I søgsmålet inddrog han også andre tæt på Aguilera, og anførte  deres hensigt om at sabotere hans forretningsforhold til Aguilera. Han udpegede også ansættelsen af Azoff som værende et brud på sin egen kontrakt.

### 2002–2003: Udvikling af musik og image
I oktober 2002 efter en lang forsinkelse blev Aguileras andet engelske album, Stripped udgivet. Størstedelen af dette havde Aguilera (som for nylig havde skrevet kontrakt med BMG Music Publishing) været med til at skrive. Det var påvirket af mange emner og musikgenrer, deriblandt rhythm and blues, gospel, soul, ballader, pop rock, hiphop og jazz. Sammenlignet med debuten blev det af flertallet af anmelderne ikke modtaget nær så godt, og hendes udvikling af et seksuelt provokerende image, overskyggede hendes stemme. Efter udgivelsen tog hun del i fotoserier for magasiner som Maxim, Rolling Stone og CosmoGirl!.
Til at begynde med havde det seksuelt appellerende image en negativ effekt på Aguilera i USA. Alt imens videoen til singlen, Dirrty blev et stort hit på MTV, skuffede den på singlehitlisten i USA. Den blev dog et hit verden over og gik nummer ét i flere lande. Selve albummet nåede top 5 i Storbritannien, USA of Canada. Den anden single, Beautiful, blev et stort radiohit (den næstmest spillede sang på dansk radio i 2003) og tre yderligere singler fra albummet (Fighter, Can't Hold Us Down med Lil' Kim, og The Voice Within) blev udsendt i de følgende to år og opnåede middel succes. Stripped forblev på albumlisterne i USA og Storbritannien et godt stykke inde i 2004 og solgte fire millioner eksemplarer i USA, hvor den endte som nummer ti på Billboards albumliste i slutningen af året. Aguilera havde været med til at skrive Kelly Clarksons anden single, Miss Independent, da hun var halvt færdig med Stripped. Aguilera var 2003's største kvindelige Billboard kunstner (albums og singler), og Stripped siges at have solgt 9 millioner eksemplarer verden over.
I juni deltog Aguilera i den sidste del af Justin Timberlakes internationale Justified-turné, der fandt sted i USA. Denne del af turnéen blev forsynet med en undertitel, således den blev kendt som Justified & Stripped tour. I august styrtede en lysinstallation ned fra loftet i Boardwalk Hall i Atlantic City, New Jersey, hvilket udrettede store skader på lyd- og videoudstyret nedenunder. Idet ulykken skete flere timer før showet, blev kun scenefolk sårede, men nogle få shows blev aflyst eller udsat. I slutningen af året fortsatte Aguilera med at turnere internationalt uden Timberlake, og ændrede turneens navn til the Stripped tour – hun farvede desuden sit hår sort. Det blev en af de mest indbringende turnéer dét år og blev udsolgt flere steder. Læsere af Rolling Stone udnævnte den endvidere til årets bedste turné.
I lyset af den vellykkede turné blev en anden planlagt til at begynde i midten af 2004 med et nyt tema og med Chingy som opvarmer. Den blev imidlertid droppet på grund af, at Aguilera pådrog sig nogle skader på sit stemmebånd kort før dens begyndelse. Den britiske tabloidavis The Sun rapporterede senere, at dårligt billetsalg og mangel på nyt materiale var de store faktorer, der førte til aflysningen af turnéen. Aguilera har dog senere afkræftet denne påstand.
I forbindelse med sangerinden og skuespillerinden Madonnas åbningsceremoni ved MTV Video Music Awards 2003 i august, kyssede de to på scenen. Dette skete under fremførelsen af Madonnas Like a Virgin og Hollywood sammen med Britney Spears.

### 2004–2009: Ægteskab,Back to Basicsog moderskab
I 2004 indspillede Aguilera en revideret udgave af Rose Royces "Car Wash" sammen med Missy Elliott til den animerede film Shark Tale, hvor hun også lagde steme til en af figurerne. Senere det år optrådte hun sammen med Nelly med sangen "Tilt Ya Head Back" til 2004 MTV Video Music Awards; og sangen blev efterfølgende udgivet som single fra Nellys album Sweat. Aguilera bidrog også med vokal til Herbie Hancocks coverversion fra 2005 af Leon Russells "A Song for You", som blev nomineret til en Grammy Award i kategorien Best Pop Collaboration with Vocals ved den årlige Grammy Award. På dette tidspunkt begyndte Aguilera også at arbejde på sit næste studiealbum, mens hun omfavnede et image inspireret af "Hollywoods guldalder" inklusive Marilyn Monroe, Marlene Dietrich og Mary Pickford, hvor hun debuterede med krøllet hår og makeup i rotrostil. I februar 2005 blev Aguilera forlovet med musik marketing executive Jordan Bratman efter de havde været kærester i to år. Parret blev gift den 19. november 2005 på en ejendom i Napa County, Californien.
Aguileras femte studiealbum Back to Basics blev udgivet i august 2006. Det var et dobbeltalbum, som ifølge Aguilera var "en tilbagevenden til 20'erne, 30'erne og 40'ernes jazz, blues og feel-good soulmusik, men med et moderne twist". Under indspilningen var hun meget inspireret af værker fra klassiske blues- og soulsangere som Otis Redding, Millie Jackson og Nina Simone, som hun beskrev som "musik der virkelig havde hjerte". Albummet modtog generelt positive anmeldelser, der bl.a. roste den retro-orienterede stil og Aguileres vokal. Det debuterede som nummer ét på Billboard 200 og solgte over 5 millioner eksemplarer på verdensplan, hvoraf 1,7 millioner blev solgt i USA alene. Forud for albummet udgav hun "Ain't No Other Man", der nåede nummer seks på Billboard Hot 100 og som solgte 1,7 millioner digitale eksemplarer i USA. Musikvideoen til sangen havde Aguilera i rollen som sit nye alter ego Baby Jane. Singlen vandt prisen Best Female Pop Vocal Performance ved Grmamy Awards, hvor Aguilera optrådte med en udgave af "It's a Man's Man's Man's World" som hyldest til James Brown.
Back to Basics blev fulgt op af to singler, "Hurt" og "Candyman". "Slow Down Baby" blev udgivet udelukkende i Australien som den fjerde single, mens "Oh Mother" blev den fjerde single i Europa. For at støtte udgivelsen af Back to Basics påbegyndte Aguilera Back to Basics Tour, der blev påbegyndt i november 2006 i Europa, og gik til Nordamerika, Asien og Oceanien, og endte i oktober 2008 i Forenede Arabiske Emirater. Billboard Boxscore annoncerede at Back to Basic Tour var den mest indbringende solo-turne af en kvindelig kunstner i 2007, med $48,1 millioner. Forbes anerkendte Aguilera som den 19. rigeste kvinde i underholdningsindustrien i januar 2007 med en estimeret formue på $60 millioner.
Den 12. januar 2008 fødte Aguilera sønnen Max Bratman, hvis far var Jordan Bratman. Senere dette år optrådte hun i Martin Scorseses dokumentar Shine a Light der omhandler en todages koncert med Rolling Stones New York Citys Beacon Theatre, hvor Aguilera optræder med "Live with Me" sammen med bandets forsanger, Mick Jagger. For at mindes en årti lang karriere i musikindustrien udgav Aguilera et greatest hits album med titlen Keeps Gettin' Better: A Decade of Hits eksklusivt via Target den 11. november 2008 i USA. Udover tidligere singler inkluderede det fire nyindspillede electropop-orienterede sange, hvoraf to var genindspilningen af tidligere singler. Aguilera afslørede at de nyindspillede numre havde "en meget futuristisk, robotagtig lyd" der tjente som en forsmag på hendes kommende studiealbum. Udgivelsen toppede som nummer ni på Billboard 200, mens titelsangen "Keeps Gettin' Better" nåede nummer 5 på Billboard Hot 100. I 2009 anerkendte Billboard Aguilera som den 20. mest succesfulde kunstner i 2000'erne.

### 2010–2011:Bionic,BurlesqueogThe Voice
Aguileras sjette studiealbum Bionic blev udgivet i juni 2010. Albummet var inspireret af elektroniske musikgenre, hvilket havde inspireret Aguilera under hendes graviditet. Det fik en blandet modtagelse, og nogle anmeldere bifaldte ikke ændringen i hendes musikalske stil og beskrev teksterne som "tåkrummende". Bionic havde problemer med at komme ind på hitlisten og matche forgængerens salgstal; den nåede nummer tre på Billboard 200 og har solgt 315.000 i USA. "Not Myself Tonight" og "You Lost Me" blev udgivet som singler internationalt, mens "Woohoo" med rapperen Nicki Minaj blev udgivet som single i USA og flere europæiske lande, og "I Hate Boys" blev udelukkende udgivet til de australske radiostationer.
I november 2010 medvirkede Aguilera sammen med Cher i filmen Burlesque. Filmen var skrevet og instrueret af Steve Antin, og den indspillede for $90 millioner. Den modtog blandede anmeldelser, hvor nogle kritiserede den for at være "banal og klichéagtig", mens Aguileras skuespilspræstation blev rost. Burlesque blev nomineret til bedste film - musical eller komedie ved Golden Globe. Aguilera bidrog med otte numre til filmens soundtrack, mens Cher sang de to andre. The soundtrack reached number 18 on the Billboard 200 and was certified gold by the RIAA.
Ved Super Bowl XLV i februar 2011 udelod Aguilera nogle få linjer mens hun optrådte med USAs nationalsang "The Star-Spangled Banner". Hun undskyldte og sagde "jeg blev så fanget af øjeblikket i sangen at jeg mistede fokus. Jeg håber bare at alle kunne føle min kærlighed til dette land og stoler på at den sande ånd i dets nationalsang stadig skinnede igennem". Hun optrådte som åbningsnummer Grammy Awards 2011 sammen med Jennifer Hudson, Martina McBride, Yolanda Adams og Florence Welch, hvor de hyldede Aretha Franklin. I april 2011 agerede Aguilera coach i tv-serien The Voice USA, hvilket hun fortsatte med i de første tre sæsoner indtil december 2012. I løbet af den første sæson sang Aguilera med på Maroon 5s single "Moves like Jagger" efter en invitation fra gruppens forsanger og Aguileras meddommerAdam Levine. Singlen toppede som nummer et på Billboard Hot 100 og det blev en af de bedst sælgende singler på verdensplan med 7 millioner solgte eksemplarer.
Efter at være blevet separeret i september indgav Aguilera ønske om skilsmisse fra Bratman i oktober 2010, hvor de fik fælles forældremyndighed og sønnen Max. Efter at have have nået et privat forlig blev deres skilsmisse afsluttet den 15. april 2011. Aguilera havde efterfølgende et romantisk forhold med Matthew Rutler, der var assistent på Burlesque. Den 1. marts 2011 blev arresteret for offentlig uorden i West Hollywood. De blev løsladt mod kaution og der blev ikke rejst sag.

### 2012–nu:Lotus, andet barn og tv-projekter
Aguileras syvende studiealbum Lotus blev udgivet i november 2012. Hun beskrev det som en "genfødsel" af sig selv efter personlige problemer hun havde overvundet under Bionic-æraen. Albummet er hendes hidtil mindst succesfulde. Det toppede som nummer 7 på Billboard 200 og har solgt 290.000 eksemplarer i USA. Forud for albummet blev der udgivet de to singler "Your Body" og "Just a Fool". Under promoveringen af Lotus i december 2012 Aguilera midlertidigt erstattet af Shakira under den fjerde sæson af The Voice, og hun kom tilbage i den femte sæson i september 2013.
Mens Aguileras syvende studiealbum, Lotus, ikke fik den store kommercielle succes, så fik hun efterfølgende succes med forskellige samarbejder med andre kunstnere. Hun medvirkede på Pitbulls single "Feel This Moment" i januar 2013, som toppede som nummer otte på Billboard Hot 100 og blev certificeret dobbelt platin af RIAA. Hun optrådte efterfølgende på den mexicanske sanger Alejandro Fernándezs cover af "Hoy Tengo Ganas de Ti", som blev certificeret diamant i Mexico. Aguileras duet af "Say Something" med A Great Big World blev udgivet i november 2013, og modtog gode anmeldelser og var kommercielt succesfuld, idet den blev certificeret seksdobbelt platin fra RIAA og modtog en Grammy Award for Best Pop Duo/Group Performance.
Aguilera blev forlovet med Rulter i februar 2014. Hun fødte en fælles datter i august 2014, og hun fik navnet Summer Rain Rutler. I sjette og syvende sæson af The Voice blev Aguilera erstattet af henholdsvis Shakira og Gwen Stefani, da hun ønskede at tilbringe tid med familien. Hun kom efterfølgende tilbage som coach i den ottende og tiende sæson; i sidstnævnte vand hun med deltageren Alisan Porter og blev den første kvindelige coach der vandt showet.
I april 2015 spillede Aguilera en rolle som sangeren Jade St. John i tredje sæson af ABCs musical dramaserie Nashville. I marts 2016 annoncerede Aguilera og Rutler at de blev executive producers på et nyt musikbaseret show, Tracks, på Spike TV. Aguilera indspillede en sang med titlen "Change", som var dedikeret til ofrene for masseskyderiet i Orlando 2016 på en natklub i juni 2016. Pengene blev doneret til National Compassion Fund til ofrenes familier. Hun indspillede yderligere en diskosang med titlen "Telepathy" sammen med Nile Rodgers til soundtracket på Netflix-serien The Get Down i august 2016, og hun lagde stemme til en rolle i The Emoji Movie, og det blev annonceret, at hun skulle medvirke i filmen Zoe i maj 2017.

## Velgørenhedsarbejde
Aguilera har efter eget udsagn været vegetar siden hun var 15 år, og gennem sin karriere har hun været involveret i flere forskellige velgørenhedsorganisationer. Hun var den første berømthed, som underskrev et brev fra PETA til den Sydkoreanske regering for at bede landet om stoppede dets "mishandling af hunde, dræbt som menneskeføde". Hun har også støttet foreningen Defenders of Wildlife og gør også stadig en indsats for sin hjemby, Pittsburgh, hvor hun ofte støtter Women's Center & Shelter Of Greater Pittsburgh. Ifølge hendes officielle webside rejste hun tilbage til centeret og donerede 200.000$ til det og har også bortauktioneret flere af de forreste siddepladser og backstage-pas til denne velgørenhedsorganisation. Hun støtter også foreningerne National Coalition Against Domestic Violence og Refuge UK. Aguilera bidrager til kampen mod AIDS ved at deltage i AIDS-Project Los Angeles' Artists Against AIDS med covernummeret What's Going On?.
I 2004 blev Aguilera det nye ansigt udadtil hos kosmetikfirmaet M•A•C og desuden talskvinde for dets AIDS-fund. Aguilera medvirkede her i reklamer for M•A•C's Viva Glam V-læbestift og -lipgloss. Aguilera bidrog også til YouthAIDS ved at posere for en fælles YouthAIDS og Aldo Shoes-kampagne for "Empowerment Tags" i Canada, USA og Storbritannien. Hun blev vist sammen med ét af tre slogans, "Speak No Evil?"
Ifølge Billboard, udvalgte sangeren Elton John personligt Aguilera til sin Fashion Rocks-koncert til støtte for sin AIDS-fond. Showet, som med musik og mode støtter kampen mod HIV og AIDS, bliver årligt transmitteret til fjernsynet.

## Diskografi
- 1999: Christina Aguilera
- 2000: Mi Reflejo (spansk)
- 2000: My Kind of Christmas
- 2002: Stripped
- 2006: Back to Basics
- 2008: Keeps Gettin Better, A Decade Of Hits (samlealbum)
- 2010: Bionic
- 2012: Lotus
- 2018: Liberation
- 2022: Aguilera